# شعب قصير (فرع العدين)

تعديل مصدري - تعديل

شعب قصير محلة تابعة لقرية جهية، التابعة لعزلة الوزيرة بمديرية فرع العدين إحدى مديريات محافظة إب في الجمهورية اليمنية، بلغ تعداد سكانها 58 حسب تعداد اليمن لعام 2004.